# Carolina Beach
Carolina Beach é uma cidade  localizada no estado norte-americano de Carolina do Norte, no Condado de New Hanover.

## Demografia
Segundo o censo norte-americano de 2000, a sua população era de 4701 habitantes.
Em 2006, foi estimada uma população de 5625, um aumento de 924 (19.7%).

## Geografia
De acordo com o United States Census Bureau, a localidade tem uma área de 6,3 km², dos quais 5,8 km² cobertos por terra e 0,5 km² cobertos por água. Carolina Beach localiza-se a aproximadamente 3 m acima do nível do mar.

## Localidades na vizinhança
O diagrama seguinte representa as localidades num raio de 16 km ao redor de Carolina Beach.